# Ánápánaszati
Az ánápánaszati a buddhista meditáció egyik formája (páli nyelven; szanszkritül ánápánasmrti, szingalézül ආනා පානා සති). Jelentése: „a légzés tudatossága”. Népszerű a tibeti, a zen, a tientaj és a théraváda buddhizmusban, illetve a nyugati tudatosság programokban (pszichológia). Az ánápánaszati meditációban a gyakorló a légzés közbeni mozgás okozta tapasztalásokat figyeli a tudatosság kialakítása céljából. A hagyomány szerint az ánápánaszati technikát Buddha tanította a különböző szútrákban (páli: szutta), például az Ánápánaszati-szuttában (MN 118).

## Eredete a buddhizmusban
Az ánápánaszati alapvető meditációs gyakorlatnak számít a théraváda irányzatban, a tientaj és a csan buddhizmusban, illetve a nyugati pszichológiában is egyre inkább használatos. Ez a testi jelenségekkel kapcsolatos elmélyedés messze a legszélesebb körben alkalmazott buddhista gyakorlat.
Az Ánápánaszati-szutta a belégzés és a kilégzés tudatosságával foglalkozik, amely során a gyakorló a test nyugalma közben figyelmét befelé fordítja és a hét megvilágosodási tényezőn meditál: szati (tudatosság), dhamma-vicsaja (elemzés), virija (kitartás), amely elvezet az örömhöz (píti), majd az elnyugváshoz (passzaddhi), a koncentrációhoz (szamádhi) és végül a bölcs egykedvűséghez (upekkhá). Buddha erre vonatkozó tanításának a végén az áll, hogy ezen tényezők kifejlesztésével az ánápánaszati elvezet a szenvedéstől (dukkha) való megszabadulásig (páli: vimutti; szanszkrit" móksa), amelyben jelentkezik a nibbana állapota.

## A gyakorlat

### Hagyományos források
A Szatipatthána-szuttában leírt hagyományos leírásban Buddha azt a tanácsot adja, hogy a gyakorló menjen ki az erdőbe, üljön le egy fa alá és figyelje a saját légzését. Ha a belégzés hosszú, figyelje meg, hogy a belégzés hosszú, ha a belégzés rövid, akkor pedig figyelje meg, hogy a belégzés rövid.
A be- és a kilégzés közben a gyakorló azt gyakorolja, hogy:
- a tudat érzékeny legyen a test, az öröm, a tudat és a mentális folyamatok összességére vagy ezek közül legalább egyre
- a tudat összpontosítson az állandótlanságra, a ragaszkodások megszüntetésére, a befejezésre és a lemondásra
- nyugtassa le, elégedettséggel töltse el és szabadítsa meg a tudatot.

A ma használatos, népszerű, nem kanonikus módszer, nagyjából a Viszuddhimagga szövegére építkezik, amelynek négy szintje van:
1. folyamatosan számolni a kilégzéseket tízesével
2. folyamatosan számolni a belégzéseket tízesével
3. a légzésre való összpontosítás számolás nélkül
4. csak arra a pontra összpontosítani, ahol a légzés belép majd elhagyja az orrnyílást[5]

A Vaszubandhu által írt Abhidharma-kosa-bhasja szövegében szintén a légzés tízesével történő számolása szerepel, hasonlóan az An Si-kao által kínai nyelvre lefordított Dhjána szútrákhoz. Ezt a tanítást úgy nevezik, hogy a „hat aspektus” vagy a „hat mód”.

### Ánápánaszati-szutta
Részletesen elmagyarázza az ánápánaszati technikát az Ánápánaszati-szutta:
|  | „Hosszan belélegezvén tudja: ‘Hosszan belélekzem’; hosszan kilélegezvén tudja: ‘Hosszan kilélekzem’; röviden belélegezvén tudja: ‘Röviden belélekzem’; röviden kilélegezvén tudja: ‘Röviden kilélekzem’. ‘A teljes [légzés-] test tudatában lélekzem be’ – így gyakorolja magát. ‘A teljes [légzés-] test tudatában lélekzem ki’ – így gyakorolja magát. ‘A [légzés] testi működését elnyugtatva lélekzem be’ – így gyakorolja magát; ‘A [légzés] testi működését elnyugtatva lélekzem ki’ – így gyakorolja magát. ” |
|  | |

Az Ánápánaszati-szútra szerint aki megfelelően gyakorolja ezt, annak nagy haszna fog származni belőle: 
|  | „…A légzés tudatosítása, szerzetesek, ha valaki azt műveli és rendszeresen gyakorolja, hatalmas gyümölcsöt hoz és hatalmas előnyökkel jár. A légzés tudatosítása, ha valaki azt műveli és rendszeresen gyakorolja, tökélyre fejleszti az Éberség Négy Alapzatát; az Éberség Négy Alapzata, ha valaki azt műveli és rendszeresen gyakorolja, tökélyre fejleszti a hét meg világosodási tényezőt; a hét megvilágosodási tényező, ha valaki azt műveli és rendszeresen gyakorolja, tökélyre viszi a bölcsességet és a megszabadulást..” |
|  | |

A gyakorlattal kapcsolatban a következőket mondja a szutta:
|  | „Valahányszor a szerzetes éber tudatossággal lélegzik be, vagy lélegzik ki, hosszan, illetve röviden; avagy amikor a [légzés] testi működését tapasztalva, illetve e működést elnyugtatva gyakorol – minden ilyen alkalommal, szerzetesek, a testet tudatosítva szemléli a testet, átlelkesülten, tiszta tudatossággal és éberen, túljutván a világi dolgokkal kapcsolatos vágyakozáson és bánkódáson. A kilégzés és a belégzés ugyanis, én mondom néktek, szerzetesek, egyike a testi folyamatoknak.” |
|  | |

### Modern források
Ahhoz, hogy a gyakorlat sikeres legyen először is valaki számára fel kell ajánlani a gyakorlatot és ki kell tűzni a meditáció célját. A ánápánaszati meditáció végezhető ülve, menés közben vagy a kettő kombinálásával is. A gyakorló koncentrálhat az orrán keresztülmenő lélegzeten: belégzéskor az orrlyukakra eső nyomáson és a felső ajak mentén történő mozgás érzetén kilégzéskor. A kezdőknek azt tanácsolják, hogy számolják a kilégzéseket tízesével, de számolható minden be- és kilégzés is. A számolás elveszítése elején a számolást egyről kell kezdeni.
A zen három pillérében azt tanácsolják, hogy a gyakorló kezdje a belélegzések számolásával, majd térjen át a kilélegzések számolására, végül hagyja el a számolást és csak a lélegzésre koncentráljon. Olyan gyakorlók is vannak, akik egész életükben számolják a lélegzetüket. A kezdőknek napi 10-15 percet javasolnak.
Amikor a légzésről elterelődik a figyelem, akkor azt tanácsolják, hogy a gyakorló ismerje fel, hogy a gondolatai elkalandoztak és nyugodtan térjen vissza a lélegzésre való összpontosításra. Philippe Goldin a visszatérés pillanatát tartja a gyakorlatban a legfontosabbnak.

### Aktív és passzív lélegzés
Az ánápánaszati gyakorlata során legtöbbször a figyelem a légzésre irányul anélkül, hogy a gyakorló szándékosan megváltoztatná a légzését.
A tibeti és a mongol buddhista szerzetesek torokéneklésében a kántálás közbeni hosszú és rövid kilégzések jelentik a gyakorlat lényegét. A kántálás hangja jelenti a tudat fókuszpontját, miközben az önvaló beleolvad a tiszta hang birodalmába.
A japán zen meditációban a hangsúly a légzésnek a köldöktájékon (tanden) megtartott erősségen van illetve a lassú és mély kilégzésen. A cél itt is az egyhegyű koncentráció elérése.

### Nyomtatott
- Mindfulness with Breathing by Buddhadāsa Bhikkhu. Wisdom Publications, Boston, 1996. ISBN 0-86171-111-4.
- Breath by Breath by Larry Rosenberg. Shambhala Classics, Boston, 1998. ISBN 1-59030-136-6.
- Tranquillity and Insight by Amadeo Sole-Leris. Shambhala, 1986. ISBN 0-87773-385-6.

### Külső hivatkozások
- Ekottara Āgama 17.1: Az Ānāpānasmṛti szútra
- Az Ānāpānasati szutta elemzése
- Ānāpānasati, - ingyenes e-könyv: Buddhadasa Bhikkhu
- Ānāpānasati instructions Archiválva 2015. szeptember 24-i dátummal a Wayback Machine-ben from Bhante Vimalaramsi
- Alapinformációk a légzés meditációhoz - Thánisszaró Bhikkhu